# Locris rubida
Locris rubida är en insektsart som först beskrevs av Carl Stål 1855.  Locris rubida ingår i släktet Locris och familjen spottstritar. Inga underarter finns listade i Catalogue of Life.